# Adam Ankenbrand
Adam Ankenbrand (ur. 10 listopada 1887, zm. 19 listopada 1948 w Landsberg am Lech) – zbrodniarz nazistowski, członek załogi niemieckich obozów koncentracyjnych Mauthausen-Gusen i Buchenwald oraz SS-Unterscharführer.
Żołnierz Wehrmachtu od 9 lutego 1942 do czerwca 1944. W czerwcu 1944 wstąpił do Waffen-SS. W czasie II wojny światowej pełnił służbę jako strażnik w obozach Mauthausen i, od września 1944 do kwietnia 1945, Buchenwald. Pod koniec wojny Ankenbrand dowodził oddziałami wartowniczymi w podobozie Buchenwaldu – Schlieben. Miał na swoim sumieniu zabójstwa więźniów i reputację bezwzględnego strażnika. Podczas ewakuacji Schlieben do obozu Theresienstadt, która rozpoczęła się 20 kwietnia 1945, pełniąc obowiązki jednego z głównych nadzorców, również zastrzelił kilku więźniów.
Adam Ankenbrand został osądzony za swoje zbrodnie przez amerykański Trybunał Wojskowy w Dachau (w procesie US vs. Adam Ankenbrand) i skazany na karę śmierci. Uznano go za winnego morderstw popełnianych na więźniach (między innymi polskich i węgierskich Żydach). Wyrok wykonano przez powieszenie 19 listopada 1948 w więzieniu Landsberg.